# Teenage Dream (cançó de Katy Perry)
«Teenage Dream» -en català:"Somni Adolescent" és una cançó de gèneres pop dance i pop rock amb influències d'electre, escrita i composta per la cantant estatunidenca Katy Perry, el segon senzill per al segon àlbum d'estudi titulat Teenage Dream, està produït pel Dr Luke i Max Martin. El senzill va fer la seva estrena a les emissores de ràdio el 22 de juliol de 2010 als Estats Units. La cançó fou posada a la venda el 23 de juliol per la botiga en linea d'iTunes Store. El senzill va ser filtrat a internet el 23 de juliol a la pàgina de YouTube, i el llançament del vídeo es va publicar el 10 d'agost. El vídeo musical va ser filmat en escenaris diversos de Santa Bàrbara.
La revista Rolling Stone classifica a aquesta com la quarta millor cançó del 2010. A més, d'acord amb el sistema d'informació Nielsen Soundscan, «Teenage Dream» ha venut més de 3,66 milions de descàrregues digitals als Estats Units d'Amèrica.

## Antecedents
Perry va escriure "Teenage Dream" a la seva ciutat natal de Santa Bàrbara, Califòrnia. Va descriure el procés com "un moment molt pur per a mi" i va continuar dient: 
| « | «Fou on vaig engegar el meu suc creatiu. També s'hi respira aquesta mena de sentiment eufòric, perquè tothom recorda quins eren els seus somnis adolescents - totes les noies que sortien als teus pòsters.» | » |

 També va comentar que li havia costat posar-se d'acord amb els coescriptors, explicant que "Teenage Dream" fou reescrita cinc cops en deu dies, però al final van quedar "molt feliços d'aconseguir arribar a un lloc on tots estàvem d'acord a acabar".

## Posicion en llistes
| Llista                                   | Millor posició |
| ---------------------------------------- | -------------- |
| Australia (ARIA)                         | 2              |
| Austria (Ö3 Austria Top 75)              | 2              |
| Belgium (Ultratop Flanders)              | 14             |
| Belgium (Ultratop Wallonia)              | 15             |
| Brasil (Brasil Hot 100)                  | 1              |
| Canada (Canadian Hot 100)                | 2              |
| Czech Republic (IFPI)                    | 8              |
| Denmark (Tracklisten)                    | 13             |
| European Hot 100 Singles                 | 3              |
| Finland (Suomen virallinen lista)        | 2              |
| France (SNEP) Download Chart             | 2              |
| Germany (Media Control AG)               | 6              |
| Hungary (Rádiós Top 40)                  | 22             |
| Ireland (IRMA)                           | 1              |
| Italy (FIMI)                             | 9              |
| Japan (Japan Hot 100)                    | 19             |
| Netherlands (Dutch Top 40)               | 4              |
| New Zealand (RIANZ)                      | 1              |
| Poland (ZPAV)                            | 1              |
| Scotland (The Official Charts Company)   | 1              |
| Slovakia (IFPI)                          | 1              |
| Spain (PROMUSICAE)                       | 12             |
| Los 40 Principales España                | 12             |
| Sweden (Sverigetopplistan)               | 21             |
| Switzerland (Media Control AG)           | 8              |
| UK Singles (The Official Charts Company) | 2              |
| US Billboard Hot 100                     | 1              |
| US Pop Songs (Billboard)                 | 1              |
| US Adult Pop Songs (Billboard)           | 1              |
| US Hot Dance Club Songs (Billboard)      | 1              |
| Venezuela (Record Report)                | 1              |